# EA Gothenburg
EA Gothenburg, (anteriormente chamada de Ghost Games), é uma produtora de videojogos propriedade da Electronic Arts (EA), localizada na Suécia, no Reino Unido (Ghost Games UK) e na Roménia (Ghost Games Romania).
Criado em 2011, o estúdio foi inicialmente destinado pela Electronic Arts ao desenvolvimento de jogos utilizando o motor gráfico Frostbite. Em novembro de 2012, o estúdio adotou o nome Ghost Games, sendo mais tarde colocado sob a direção de Marcus Nilsson.
Em 2013, o estúdio assumiu o desenvolvimento da franquia Need for Speed, por decisão da Electronic Arts, recebendo a maior parte da equipe então atuante na Criterion Games. No ano seguinte, uma nova reestruturação resultou em demissões e transferências internas, o que levou à suspensão temporária do título previsto para aquele ano.
Um reboot da série, intitulado Need for Speed, foi desenvolvido e lançado no primeiro semestre de 2015, recebendo críticas mistas. Na sequência, Need for Speed Payback e Need for Speed Heat foram lançados em 2017 e 2019, respectivamente. 
Em 2020, a Electronic Arts anunciou que a Criterion Games voltaria a liderar o desenvolvimento da franquia Need for Speed, substituindo a Ghost Games. Após sua reestruturação, o estúdio retomou o nome EA Gothenburg, concentrando-se no desenvolvimento do motor Frostbite para a Electronic Arts.

## Jogos
| Ano  | Jogo                    | Plataforma                                                          | Notas                                       |
| ---- | ----------------------- | ------------------------------------------------------------------- | ------------------------------------------- |
| 2013 | Need for Speed: Rivals  | Microsoft Windows, PlayStation 3, PlayStation 4, Xbox 360, Xbox One | Em colaboração com Criterion Games          |
| 2015 | Need for Speed          | Microsoft Windows, PlayStation 4, Xbox One                          | Criterion Games e Visceral Games (apoio)    |
| 2017 | Need for Speed: Payback | Microsoft Windows, PlayStation 4, Xbox One                          | Lucid Games (apoio)                         |
| 2019 | Need for Speed Heat     | Microsoft Windows, PlayStation 4, Xbox One                          | Pós-lançamento assumido por Criterion Games |